# Gnypeta atrolucens
Gnypeta atrolucens är en skalbaggsart som beskrevs av Thomas Casey 1893. Gnypeta atrolucens ingår i släktet Gnypeta och familjen kortvingar. Inga underarter finns listade i Catalogue of Life.